# Cisão dos Elfos
No legendarium de J. R. R. Tolkien, os Elfos ou Quendi são um povo dividido. Eles despertaram em Cuiviénen, na continente da Terra Média, onde se organizaram em três tribos: Minyar (os Primeiros), Tatyar (os Segundos) e Nelyar (os Terceiros). Após algum tempo, foram convocados por Oromë para viver com os Valar em Valinor, em Aman. Essa convocação e a Grande Jornada que se seguiu dividiram os Elfos em dois grupos principais (e vários menores), que nunca se reuniram completamente.
Tolkien afirmou que suas histórias foram criadas para dar um mundo às suas línguas élficas [en], e não o contrário. O estudioso de Tolkien Tom Shippey [en] explica que O Silmarillion surgiu da relação linguística entre as duas línguas dos Elfos divididos, Quenya e  Sindarin. A acadêmica Verlyn Flieger [en] destaca que Tolkien usou o modelo de uma língua protoindo-europeia como base. Para ela, a cisão dos Elfos reflete o progressivo declínio e queda da Terra Média em relação à sua perfeição inicial; os Elfos mais nobres são aqueles que menos se desviaram desse estado original, indicando que, no esquema de Tolkien,  a ancestralidade determina o caráter.

## Contexto

### Autor
J. R. R. Tolkien (1892–1973) é amplamente conhecido como o autor das obras de alta fantasia O Hobbit e O Senhor dos Anéis. Ele era um filólogo profissional, especializado nas transformações das palavras entre diferentes línguas. Tolkien criou uma família de línguas inventadas para os Elfos, projetando cuidadosamente suas diferenças para refletir a distância de uma origem comum imaginária. Ele afirmou que suas línguas o levaram a criar a  mitologia inventada de O Silmarillion, proporcionando um mundo onde essas línguas poderiam existir. Nesse mundo, a fragmentação dos povos élficos espelha a divisão de suas línguas.

### Despertar dos Elfos
No legendário de Tolkien, os Elfos despertaram em Cuiviénen, uma baía na margem leste do Mar de Helcar, na Terra Média, onde se dividiram em três tribos: Minyar (os Primeiros), Tatyar (os Segundos) e Nelyar (os Terceiros). Após algum tempo, foram convidados pelo Vala Oromë, o caçador, a viver com ele e os outros Valar em Valinor, em Aman. Os Eldar são aqueles que aceitaram o convite. Seu nome, literalmente "Povo das Estrelas", foi dado por Oromë em sua própria língua, o Quenya primitivo. Os Avari são aqueles que recusaram o convite. Metade dos Avari (os "recusadores") pertencia à maior tribo, os Nelyar, embora a maioria dos Nelyar tenha participado da jornada.

## Cisão dos Eldar

Arda na Primeira Era. Os Elfos despertaram em Cuiviénen, no Mar de Helcar (à direita) na Terra Média, e muitos deles (títulos em verde para os clãs) migraram (setas) para o oeste rumo a Valinor em Aman, embora alguns tenham permanecido em Beleriand (topo), e outros retornaram a Beleriand mais tarde (setas vermelhas). Aqueles que obedeceram à convocação para Aman foram chamados de Eldar; os demais, de Avari ou recusadores. Os que viram a luz das Duas Árvores de Valinor na terra abençoada de Aman foram denominados Calaquendi, Elfos da Luz; aqueles que não a viram foram chamados Moriquendi, Elfos da Escuridão. As localizações são diagramáticas.

Os Eldar migraram para o oeste através do norte da Terra Média em seus três grupos. Os Minyar ficaram conhecidos como Vanyar, ou "Elfos Claros", devido aos seus cabelos loiros dourados. Os Tatyar que migraram para o oeste tornaram-se os Noldor, ou "Elfos Profundos", reconhecidos por seu vasto conhecimento em ofícios e habilidades. Os Nelyar que seguiram para o oeste foram chamados Teleri ("Aqueles que chegam por último") ou, como se autodenominavam, Lindar, ou "Cantores". Eles permaneceram no leste de Aman, em Tol Eressëa.

### Sindar

Mapa esquemático de Beleriand. O reino florestal de Thingol, Doriath, com seus Elfos Sindar, está no centro; as cidades dos Noldor, Gondolin e Nargothrond, estão a noroeste e sudoeste, respectivamente. Ossiriand fica a sudeste.

Os Teleri que alcançaram Beleriand pelo Grande Mar, mas optaram por não cruzar para Valinor, foram posteriormente chamados de Sindar, ou "Elfos Cinzentos"; sua língua era o Sindarin. Eles permaneceram no oeste da Terra Média, governados por  Thingol (Elwë). Muitos Sindar escolheram ficar para trás em busca de seu senhor Thingol, que desapareceu próximo ao fim da jornada. Esses Elfos habitaram Doriath e foram chamados de Iathrim, ou "Povo do Cinturão", devido ao mágico "Cinturão de Melian", que protegia o reino.
Aqueles que chegaram às margens do Grande Mar de Belegaer, mas decidiram permanecer ali ou chegaram tarde demais para serem transportados, foram chamados de Falathrim, ou "Povo da Costa". Eles eram liderados por Círdan, o Construtor de Navios.
Os que optaram por ficar e povoaram as terras a noroeste de Beleriand foram denominados Mithrim, ou "Povo Cinzento", dando seu nome à região e ao grande lago ali existente. A maioria deles mais tarde se fundiu aos Noldor que retornaram à Terra Média, especialmente os de Gondolin. Aqueles que chegaram a Aman foram chamados de Amanyar Teleri; também eram conhecidos como Falmari, o "Povo das Ondas", especialistas em navios e no mar.

### Nandor
Os Teleri que recusaram cruzar as Montanhas Nebulosas e permaneceram no vale do Anduin foram chamados de Nandor, ou "Aqueles [Elfos] que voltam atrás". Os Nandor que mais tarde entraram em Beleriand foram denominados Laiquendi, ou "Elfos Verdes" (ou "Povo Verde"), assim chamados por usarem frequentemente vestimentas verdes. "Laiquendi" era o termo em Quenya, enquanto a versão em Sindarin era "Laegrim". Eles se estabeleceram em Ossiriand, uma região leste de Beleriand, e eram famosos por seu canto. Ao saber dos territórios pacíficos do rei Thingol, Denethor, filho de Lenwë, reuniu quantos de seu povo disperso pôde e finalmente cruzou as Ered Luin rumo a Ossiriand. Embora os Elfos Verdes de Ossiriand tenham participado de algumas batalhas contra Morgoth (como a Primeira Batalha de Beleriand), eram, em sua maioria, um povo simples, pacífico e reservado. Os Nandor que permaneceram ao redor do Anduin ficaram conhecidos como Tawarwaith, habitando Lothlórien e o Floresta Sombria [en]; também eram chamados de Elfos Silvanos ou Elfos da Floresta. Eles foram acompanhados pelos Avari que eventualmente decidiram migrar para o oeste.

### Vanyar
Os Vanyar eram os mais belos e nobres dos Altos Elfos; seu nome significa "os Claros", devido aos seus cabelos dourados. Seu pequeno clã foi fundado por Imin, o primeiro Elfo a despertar em Cuiviénen, junto com sua esposa Iminyë e seus doze companheiros, correspondendo aproximadamente aos Minyar. Ingwë foi o Elfo Vanya que viajou com o Vala Oromë para Valinor, tornando-se seu rei. Os Vanyar falavam um dialeto do Quenya chamado Vanyarin. Como permaneceram em Valinor, não participaram das guerras em Beleriand, exceto na Guerra da Ira, que encerrou a região.

### Elfos da Luz e Elfos da Escuridão

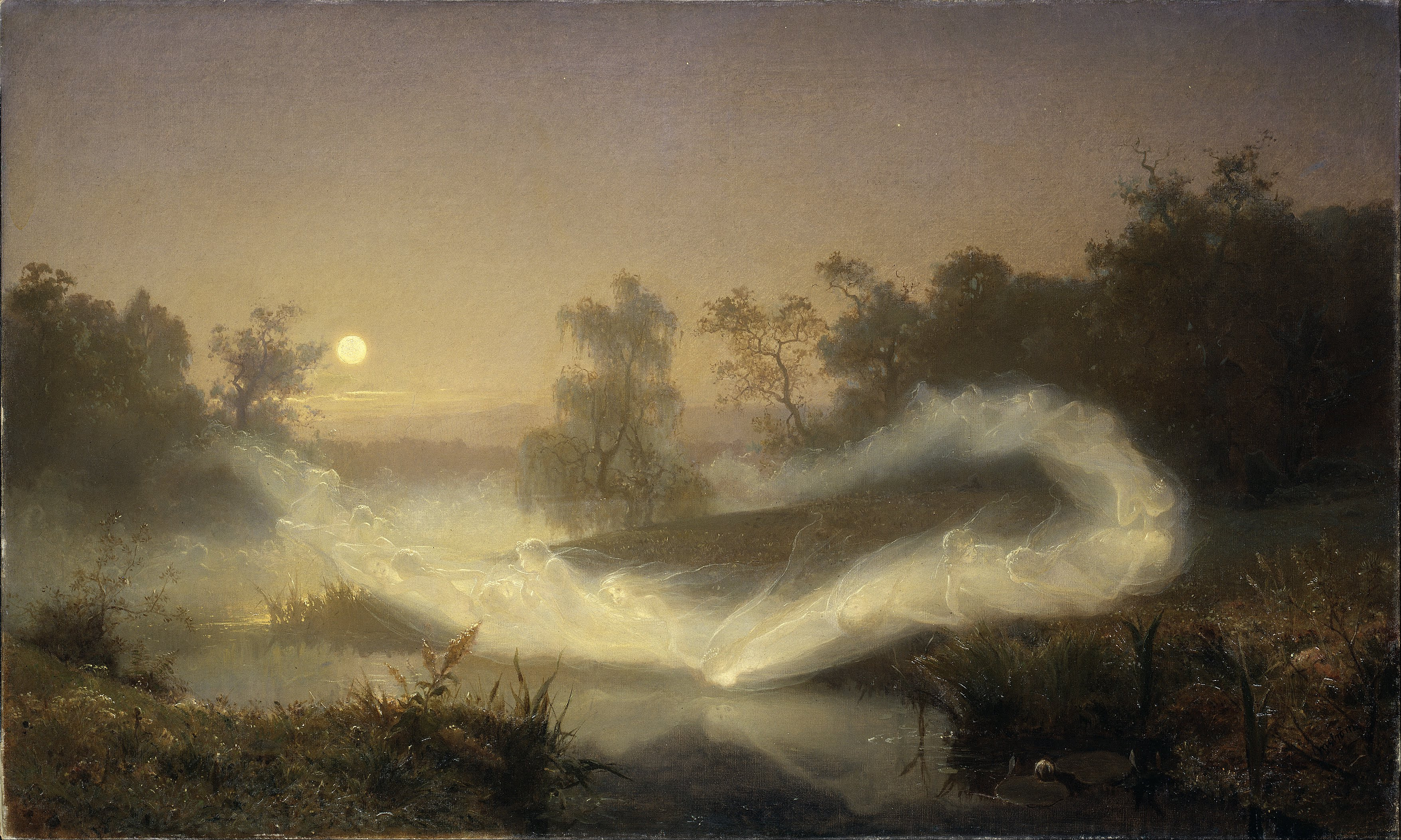
Na mitologia nórdica, os Elfos estavam associados à luz e à escuridão. Pintura de 1866, Elfplay, por en.

Os Vanyar, os Noldor e os Teleri que alcançaram Valinor são chamados de Calaquendi, ou "Elfos da Luz", por terem visto a luz das  Duas Árvores de Valinor. Em Quenya, a língua dos Noldor em Valinor, todos os outros Elfos eram chamados de Moriquendi, ou "Elfos da Escuridão", em reconhecimento ao fato de que não viram (e não desejaram) a Luz de Valinor, embora mais tarde os Sindar não fossem contados em nenhum desses grupos. Em vez disso, o termo Moriquendi passou a designar todos os outros Elfos, exceto Noldor, Vanyar, Falmari e Sindar. A cisão permitiu a Tolkien explicar a existência dos  Dökkálfar e Ljósálfar da mitologia nórdica, os Elfos Escuros e os Elfos da Luz. Os Elfos Escuros, que viviam sob a terra em Svartalfheim ("Lar dos Elfos Negros"), são reinterpretados por Tolkien como seus Moriquendi. Os Elfos da Luz, que habitavam Alfheim ("Lar dos Elfos"), correspondem aos seus Calaquendi.

### Exilados Noldor
A maioria dos Noldor retornou com Fëanor para Beleriand, na Terra Média, antes do nascer do Sol. Fëanor, no entanto, navegou apressadamente em navios roubados dos Falmari (Teleri). Os Falmari resistiram, e os Noldor de Fëanor lutaram e mataram seus irmãos élficos no Primeiro Fratricídio, uma batalha de Elfos contra Elfos. Além disso, Fëanor abandonou os Noldor liderados por seu meio-irmão Fingolfin, que também desejavam retornar. Furioso, Fingolfin foi forçado a fazer a perigosa travessia a pé pelo Helcaraxë, o Gelo Triturante do extremo norte. Esses grupos de Noldor ficaram conhecidos como os Exilados. Em Beleriand, eles se dividiram conforme seus locais de moradia, nomeadamente Hithlum, Gondolin, Dorthonion, Nargothrond e a Marca de Maedhros.

### Fusão de Noldor e Sindar
Após a Guerra da Ira, que encerrou a Primeira Era, a maior parte dos Noldor e Sindar sobreviventes (em grande parte misturados em um único povo) retornou ao Oeste para habitar Tol Eressëa. Os demais permaneceram na Terra Média durante a Segunda e a Terceira Era, integrando-se ao reino do Floresta Sombria dos Elfos da Floresta ou estabelecendo os reinos de Lindon, Eregion, Lothlórien e Valfenda.

## Cisão dos Avari
Após a Separação, os Avari se dividiram ainda mais que os Eldar, embora pouco de sua história tenha sido conhecido pelos Elfos e Homens do Oeste da Terra Média, aparecendo raramente no legendário. Pelo menos seis clãs existiram, e eles continuaram a se chamar "Quendi", considerando os Eldar, que partiram, como desertores. Algumas dessas tribos mais tarde migraram para o oeste, misturando-se com os Nandor em Rhovanion, e algumas até alcançaram Beleriand, embora geralmente mantivessem relações hostis com os Sindar.

## Análise
Matthew Dickerson [en], escrevendo na The J. R. R. Tolkien Encyclopedia [en], observa as "mudanças muito complexas, com significados atribuídos aos mesmos nomes em constante alteração" enquanto Tolkien desenvolvia sua concepção dos Elfos, suas divisões e migrações. Ainda assim, ele destaca que Tolkien manteve um esquema consistente. Dickerson afirma que a cisão dos Elfos permitiu a Tolkien, um filólogo profissional, desenvolver duas línguas élficas [en], distintas mas relacionadas: Quenya para os Eldar e Sindarin para os Sindar. Ele cita a própria declaração de Tolkien de que as histórias foram criadas para dar um mundo às línguas, e não o contrário.

Diagrama da cisão dos Elfos, mostrando as classificações sobrepostas de Tolkien. Os nomes Calaquendi e Moriquendi, Elfos da Luz e Elfos da Escuridão, correspondem aos nomes usados em Nórdico antigo, Ljósálfar e Dökkálfar.

Shippey sugere que a "raiz verdadeira" de O Silmarillion está na relação linguística, com mudanças fonéticas e diferenças semânticas, entre as duas línguas dos Elfos divididos. Ele acrescenta que os Elfos não são separados por cor, apesar de nomes como claros e escuros, mas por sua história, incluindo suas migrações.

en Mapeadas aos Clãs e Migrações: As línguas (como Quenya) são mostradas em Negrito Azul; exemplos são as palavras para "Elfos" nessas línguas (como "Quendi"), em Itálico Preto. Estas estão sobrepostas em um mapa de Arda, com Aman à esquerda, a Terra Média à direita, as setas e rótulos verdes indicando as migrações dos clãs élficos. Os Elfos mais elevados, que foram a Aman e viram a luz das en, falavam uma única língua ancestral, o Quenya. Os Noldor que retornaram de Aman para Beleriand adotaram o Sindarin, uma língua en. Os Elfos mais baixos, os Avari, fragmentaram-se em muitos clãs com línguas diferentes.

A estudiosa de Tolkien Verlyn Flieger afirma que, em Lhammas e "As Etimologias", Tolkien usou o modelo de línguas protoindo-europeias com ramificações e sub-ramificações de famílias linguísticas ao criar suas várias línguas da Terra Média. Esse padrão de separação crescente é análogo ao progressivo declínio e queda da Terra Média em relação à sua perfeição inicial, da qual a cisão dos Elfos é um elemento central. No esquema de Tolkien, os Elfos mais elevados são aqueles que menos se desviaram de seu estado inicial (obedecendo à vontade dos Valar, viajando para Valinor e continuando a falar a língua mais elevada, o Quenya). Por outro lado, os Elfos mais baixos, os Avari, fragmentaram-se em muitos clãs com línguas diferentes ao se espalharem pela Terra Média. Assim, Tolkien intencionalmente usou a ancestralidade como guia para o caráter; as diferenças entre as várias línguas élficas refletem tanto a cisão quanto os eventos de O Silmarillion.

### J. R. R. Tolkien
1. 1 2 3 4 5 6  (Tolkien 1994, "Quendi e Eldar")
2. ↑  (Tolkien 1977, cap. 21 "De Túrin Turambar")
3. 1 2 3  (Tolkien 1977, cap. 24 "Da Viagem de Eärendil e a Guerra da Ira")
4. ↑  (Tolkien 1977, cap. 3 "Da Chegada dos Elfos e a Captura de Melkor")
5. ↑  (Tolkien 1980, "A História de Galadriel e Celeborn", "Apêndice A: Os Elfos Silvanos e sua Fala")
6. ↑  (Tolkien 1977, cap. 16 "De Maeglin")
7. ↑  (Tolkien 1977, cap. 13 "Do Retorno dos Noldor")
8. ↑  (Tolkien 1977, cap. 14 "De Beleriand e seus Reinos")